# 岡崎公会堂
岡崎公会堂（おかざきこうかいどう）は、かつて京都市左京区岡崎最勝寺町にあった公会堂。「京都市公会堂」とも呼ばれる。

## 沿革

石版画「御大礼記念 二条城内豊楽殿大饗宴之御盛儀」（尚美堂・田中良三、1915年）。この建物の部材が公会堂に転用された。

1917年（大正6年）7月に岡崎公園内に開設された。本館と東館の2棟で構成されていた。建築部材には、大正天皇の即位大典の際に二条離宮（現:⁠元離宮二条城）内に設置された大饗宴場の廃材が転用された。
1920年（大正9年）には都市計画反対の市民集会、1922年（大正11年）には全国水平社創立大会（水平社宣言を採択）、1923年（大正12年）にはメーデー演説会などの集会が開催された。1928年（昭和3年）9月20日には御大礼記念京都博覧会の開会式が行われた。
しかし、東館は1929年（昭和4年）5月に火災で全焼し、翌年8月に再建された。一方本館は1934年（昭和9年）の室戸台風で倒壊、以後再建されることはなかった。
残存した東館は終戦後の1945年（昭和20年）9月に連合国軍最高司令官総司令部 (GHQ)に接収され、サンフランシスコ講和条約発効後の1952年（昭和27年）10月に接収解除となり、再び公会堂として使用された。
1956年に（昭和31年）、旧本館跡地に京都会館の建設が決定され、1960年（昭和35年）6月に開設されると、東館は京都会館別館となる。旧東館はその後改修されて2000年（平成12年）4月より京都市美術館別館として使用されている。